# Jorge Arvizu
Jorge Isaac Arvizu Martínez, noto anche come El Tata (Celaya, 23 luglio 1932 – Città del Messico, 18 marzo 2014), è stato un attore e doppiatore messicano distintosi particolarmente a cavallo degli anni '50 e '60 come uno dei migliori attori e doppiatori in Messico.

## Biografia
Era fratello dell'attore e direttore del doppiaggio Rubén Arvizu, zio dell'attrice e direttrice del doppiaggio Vanessa Arvizu e prozio del doppiatore Mario Arvizu.
È deceduto all'età di 81 anni, alle ore 0:12 del 18 marzo 2014, a causa di un infarto miocardico acuto. 
È stato cremato lo stesso giorno e le sue ceneri sono state trasferite nello stato di Guerrero.

## Filmografia
- Chistelandia - regia di Manuel Barbachano Ponce (1958)
- Il messicano (Emiliano Zapata) - regia di Felipe Cazals (1970)

### Televisione
- La tormenta - serie TV (1967)
- La Constitución - serie TV (1970)
- Mis huéspedes - serie TV (1980-1982)
- La carabina de Ambrosio - serie TV (1982-1987)
- Dr. Cándido Pérez - serie TV (1993)
- Hasta que la muerte los separe - serie TV (1994)
- Soñadoras - serie TV (1998)
- La Güereja y algo más - serie TV (1998)
- Mujeres engañadas - serie TV (1999)
- Carita de ángel - serie TV (2000)
- La hora pico - serie TV (2001)
- Diseñador ambos sexos - serie TV (2001)
- La Parodia - serie TV (2003)
- Mujer, casos de la vida real - serie TV (2003)
- El privilegio de mandar - serie TV (2005-2006)
- Hazme reír y serás millonario - reality show (2009)
- Hasta que el dinero nos separe - serie TV (2009-2010)

## Doppiaggio
- Luigi Pistilli e Eli Wallach in Il buono, il brutto, il cattivo
- John McEnery in Romeo e Giulietta
- Jack Nicholson in Qualcuno volò sul nido del cuculo
- Gene Wilder e Jack Albertson in Willy Wonka e la fabbrica di cioccolato
- Terence Bayler in Brian di Nazareth
- Steve Carell in Agente Smart - Casino totale
- Jackie Coogan (Zio Fester) in La famiglia Addams
- Pedro in Lilli e il vagabondo
- Ramón in Cars - Motori ruggenti e Cars 2
- Chef Skinner in Ratatouille
- Speckles la talpa in G-Force - Superspie in missione
- Guardián de Roca in Nikté
- Benito Bodoque y Cucho in Top Cat - Il film
- Fred Flintstone in Gli antenati
- Dottor Destino in I Fantastici quattro
- Bugs Bunny e Daffy Duck nei corti de i Looney Tunes (1957-1960)
- Pinguino in Batman
- Antonie (giovane) in Sonic